# 小林英文
小林 英文（こばやし ひでふみ、1957年（昭和32年）9月22日 - ）は、日本の銀行家。七十七銀行代表取締役頭取。仙台経済同友会代表幹事。

## 来歴・人物
宮城県仙台市出身。宮城県仙台第一高等学校を経て、1981年3月東北大学経済学部卒業、同年4月七十七銀行入行。行内では営業、企画部門、マーケット部門など幅広く経験する。また総合企画部長や本店営業部長などの主要ポストを歴任し、早くから頭取候補とされていた。副頭取時代には人事担当として、ダイバーシティー推進や働き方改革を進めた。
2018年6月28日、代表取締役頭取に就任。前頭取の氏家照彦会長は、小林を「大変穏やかで安定感がある」と評価している。
2021年、弘進ゴムの西井英正社長とともに仙台経済同友会の代表幹事に就任した。

## 略歴
- 1981年（昭和56年）3月 - 東北大学経済学部 卒業[3]
- 1981年（昭和56年）4月 - 株式会社七十七銀行 入行[5]
- 2008年（平成20年）6月 - 同社 総合企画部長[5]
- 2010年（平成22年）6月 - 同社 取締役総合企画部長[5]
- 2013年（平成25年）6月 - 同社 取締役本店営業部長[5]
- 2014年（平成26年）6月 - 同社 常務取締役本店営業部長[5]
- 2015年（平成27年）6月 - 同社 常務取締役[5]
- 2017年（平成29年）6月 - 同社 取締役副頭取[5]
- 2018年（平成30年）6月 - 同社 取締役頭取（現職）[5]